# Leonardo Coimbra

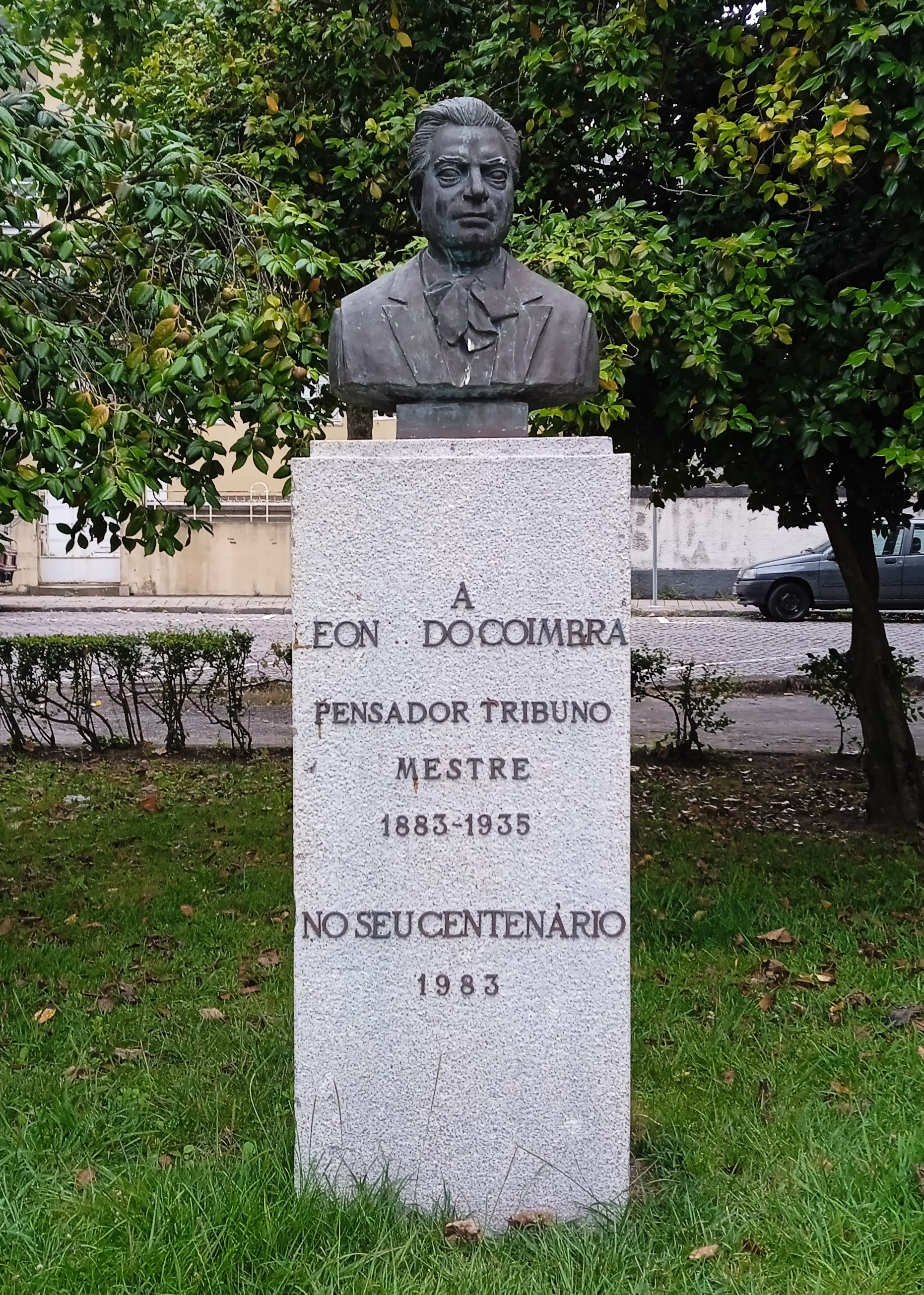
Escultura no Porto.

Leonardo José Coimbra (Borba de Godim, Felgueiras, 29 de Dezembro de 1883 – Miragaia, Porto, 2 de Janeiro de 1936) foi um filósofo, professor e político português. Enquanto Ministro da Instrução Pública de um dos governos da Primeira República Portuguesa, lançou as Universidades Populares e a Faculdade de Letras do Porto. Como pensador fundou o movimento Renascença Portuguesa, e evoluiu do criacionismo para um intelectualismo essencialista e idealista, reconhecendo a necessidade de reintegrar o saber das "mais altas disciplinas espirituais", como a metafísica e a religião.

## Biografia
Era filho de António Inácio Coimbra e de Bernardina Teixeira Leite, ambos naturais de Felgueiras (ele da freguesia de Vila Cova da Lixa e ela da freguesia de Friande).
Aos 14 anos Leonardo Coimbra deixou o Colégio de Nossa Senhora do Carmo, em Penafiel, para se matricular na Escola Normal de Coimbra em 1898. Em 1905 iniciou o curso da Academia Politécnica do Porto, que concluiu em Lisboa quatro anos depois, com média elevada.
Em 1907 fundou e dirigiu, com Jaime Cortesão, Cláudio Basto e Álvaro Pinto, a Nova Silva (1907) (de orientação anarquista), e no ano seguinte fundou a Sociedade dos Amigos do ABC de inspiração huguesca, para combater o analfabetismo. Constitui depois com Jaime Cortesão, Rodrigo Solano, Gil Ferreira e Correia de Sousa, o grupo político-literário "Nova Seara", e fundou em 1912 a Renascença Portuguesa, com as suas "Universidades Populares", tendo por órgão a revista A Águia. Em 1913 apresentou a sua tese "Criacionismo" ao concurso de assistente de Filosofia, e no ano seguinte iniciou a sua carreira de político, filiando-se no Partido Republicano Português. Em 1915 leccionou no liceu Gil Vicente, em Lisboa. Ainda no universo das publicações periódicas, colaborou com a Serões (1901-1911)  Atlantida (1915-1920),  e Contemporânea (1915-1926).
Foi duas vezes ministro de Instrução Pública (1919 e 1923), criou as Escolas Primárias Superiores, reformou a Biblioteca Nacional, fundou a Faculdade de Letras da Universidade do Porto (onde foi director e professor), defendeu, apesar de toda a polémica gerada, a liberdade do ensino religioso nas escolas particulares fiscalizadas pelo Estado.
Fez parte da Maçonaria, tendo sido iniciado na loja Luz e Caridade da Póvoa de Varzim, com o nome simbólico de Kant.
Foi um dos maiores impulsionadores do Espiritismo em Portugal, tendo feito parte da mesa do I Congresso Espírita Português, realizado em Lisboa, nos dias 15, 16, 17 e 18 de Maio de 1925. 
Incompatibilizando-se com a facção tradicional do seu partido que acabou por abandonar, devido à sua defesa do ensino religioso particular, ingressou na Esquerda Democrática.
Converteu-se ao Catolicismo em 1935, pela mão do Padre Cruz, vindo a falecer, a 2 de janeiro de 1936, no Hospital de Santo António, freguesia de Miragaia, no Porto, na sequência de um acidente de automóvel, ocorrido na serra de Baltar, no regresso ao Porto, após ter visitado a mãe e os irmãos em Felgueiras e o amigo Teixeira de Pascoaes em Amarante.

## Obras Literárias
- Camões e a Fisionomia Espiritual da Pátria (eBook)
- A Alegria, a Dor e a Graça
- A Rússia de Hoje e o Homem de Sempre (1935)